# Vereinigte Elektrizitätswerke Westfalen

Aktie über 50 DM der Vereinigte Elektrizitätswerke Westfalen AG vom September 1968

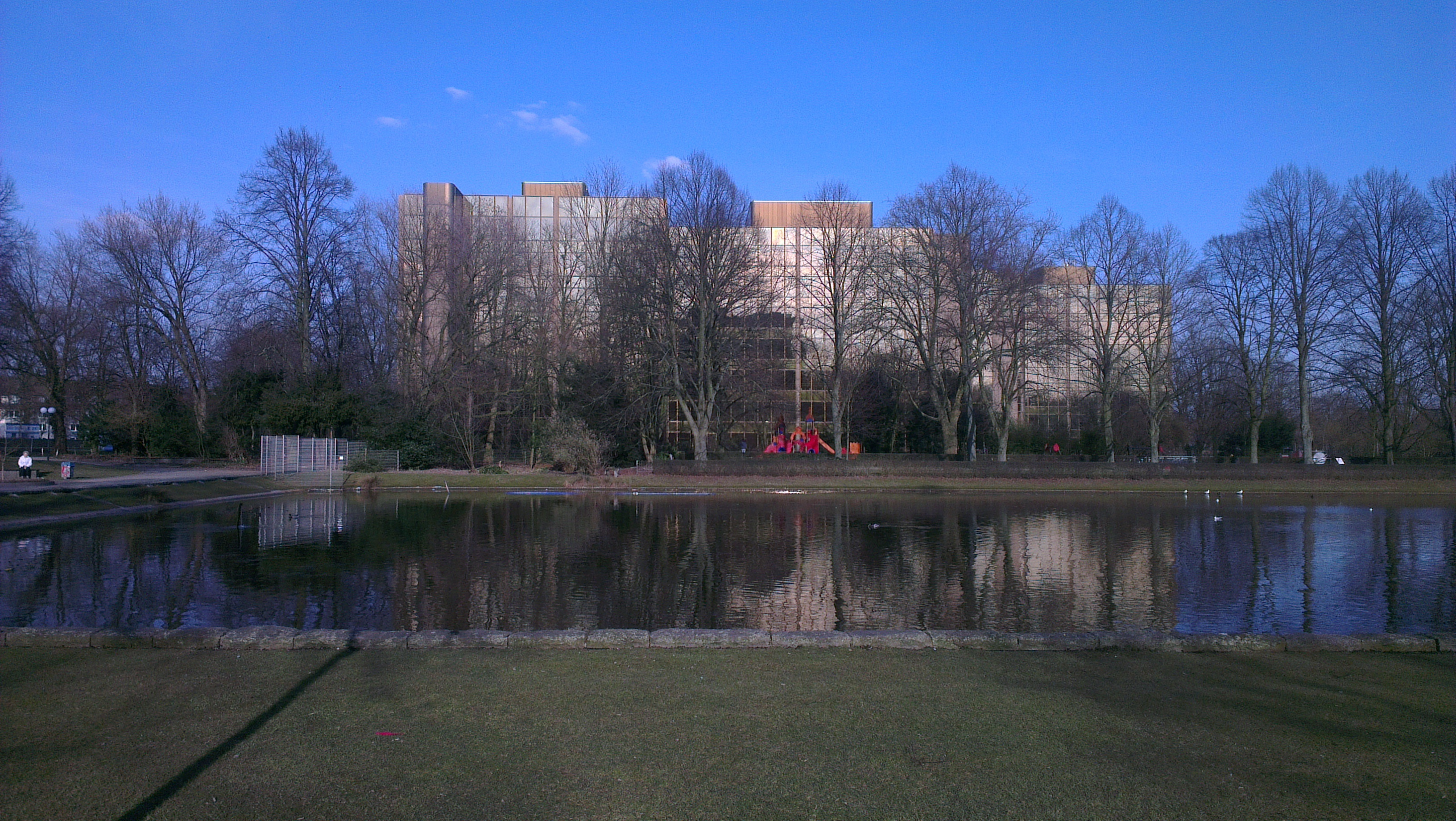
Ehemalige Hauptverwaltung am Rheinlanddamm in Dortmund

Die Vereinigte Elektrizitätswerke Westfalen (VEW) war ein regionales Energieversorgungs-Unternehmen in Westfalen bzw. Nordrhein-Westfalen mit Sitz in Dortmund.

## Geschichte
1906 wurde auf Initiative verschiedener Land- und Stadtkreise in Westfalen – insbesondere der Landkreise Bochum, Recklinghausen und Gelsenkirchen sowie der Stadtkreise Bochum und Herne – mit Unterstützung der Bergwerksgesellschaft Hibernia und der Berliner Handels-Gesellschaft das Elektrizitätswerk Westfalen (EW) in der Rechtsform einer Aktiengesellschaft mit Sitz in Bochum gegründet. Ziel war es, die von Politikern wie Karl Gerstein und Felix von Merveldt als bedrohlich wahrgenommene Expansion der von Hugo Stinnes und August Thyssen unterstützten RWE AG zu stoppen. Hierbei wurden die Politiker von der Berliner Handels-Gesellschaft unter Walther Rathenau unterstützt, da seine AEG und weitere Elektrokonzerne ebenfalls versuchten, durch Druck auf RWE ihre Position im wachstumsstarken Energie- und Verkehrssektor zu stärken. Erstes eigenes Kraftwerk der EW war 1908 das zunächst von der RWE projektierte Kraftwerk Kruckel, 1911–1912 ergänzt durch das Gemeinschaftswerk Hattingen und 1916 durch das Gersteinwerk in Stockum an der Lippe. Zum 1. Januar 1925 übernahm das EW das Kraftwerk Kruckel vollständig, akquirierte die Dortmunder und Verbands-Elektrizitätswerk GmbH mit dem Kraftwerk Dortmund und verlegte den Firmensitz dorthin. Der Name wurde in Vereinigte Elektrizitätswerke Westfalen (VEW) geändert und die Rechtsform einer GmbH gewählt.
Die VEW war damit ein regionales Energieversorgungsunternehmen für Strom und Gas (später auch Fernwärme und Wasser) mit ausschließlich kommunalen Trägern. Bis 1930 gehörten insgesamt 31 Stadt- und Landkreise in den Regierungsbezirken Arnsberg, Münster, Minden und Osnabrück zum Versorgungsgebiet, das mit den vier Steinkohle-Großkraftwerken bedient wurde. Zur Versorgung der Kraftwerke erwarben die VEW eigene Bergwerke: die Zeche Alte Haase, die Zeche Gottessegen und die Zeche Kleine Windmühle. Das Gas für die öffentliche Versorgung stammte ursprünglich aus städtischen Gaswerken und wurde seit Ende der 1920er Jahre auch über die Ruhrgas AG aus Kokereien bezogen. 1930 wurde die VEW GmbH wieder in eine Aktiengesellschaft umgewandelt. 1965 begann sie mit der Nutzung von Erdgas in der öffentlichen Versorgung. Strom aus eigenen Kernkraftwerken erzeugten die VEW im Kernkraftwerk Lingen (1968–1977), im Hochtemperaturreaktor THTR in Hamm-Uentrop (1983–1989) und im Kernkraftwerk Emsland (1988–2023). 1966 wurde das Unternehmen unter Federführung von Alfred Herrhausen teilprivatisiert.
Im Jahr 1990 übernahm die VEW AG über die regionale Energieversorgung hinaus neue Geschäftsfelder, indem sie die Unternehmen MEAG, Edelhoff (Entsorgung) und Harpen AG (Dienstleistungen) unter einer Holdinggesellschaft VEW AG zusammenfasste. Das regionale Energieversorgungsunternehmen firmierte in dieser Holding seit 1995 als VEW Energie AG. Am 1. Januar 2000 kam die Westfälische Ferngas-AG (WFG) als weitere Führungsgesellschaft hinzu.
Die Fusion mit RWE im Oktober 2000 bedeutete das Ende des Unternehmens und der Firma VEW. Auf der ordentlichen Hauptversammlung am 27. Juni 2000 in Dortmund stimmten 99,9 % der Aktionäre der Fusion zu.